# 伝統工芸品関連の業界団体の一覧
伝統工芸品関連の業界団体の一覧（でんとうこうげいひんかんれんのぎょうかいだんたいのいちらん）を示す。
伝統工芸品製造業者の親睦などを目的とする団体、技術向上などを行う団体など、多岐にわたる。

## 業界団体一覧
- 日本工芸会
- 伝統的工芸品産業振興協会
- 日本伝統工芸士会
- 全国伝産会館運営連絡協議会
- 全国伝統的工芸品仏壇仏具組合連合会
- 全国伝産金工品組合協議会
- 全国伝産陶磁器組合協議会
- 全国伝産和紙筆墨硯協議会
- 日本絹業協会
- 日本和装振興協会
- 全国手すき和紙連合会
- 日本人形協会
- 全日本きもの振興会
- 全日本人形専門店チェーン
- 全国優良石材店の会
- 全日本宗教用具協同組合
- 紀州製竿組合